# 橋本玲音夢（はしもとりずむ）
2018年より横浜にある
パンクラスイズム横浜
北岡悟　主宰に入門する
13歳から
数々のアマチュア大会fightingnexus、アマチュアパンクラス、アマチュア修斗etcに参戦し
2023年にはDEEPを主戦場とし
当時16歳ながら朝倉未来チャレンジ2期生の安井飛馬ともアマチュアルールで対戦
結果→2023.12.10竹芝ニューピアホール
▼DEEPフェザー級 3分2R アマチュアSPルール
 ○安井飛馬　JAPAN TOP TEAM
●橋本玲音夢　パンクラスイズム横浜
 1R 1’56” 腕十字となる。